# Matt Sayles
Matt Sayles (Alpine, California, Estados Unidos, 21 de febrero de 1994) es un artista marcial mixto estadounidense que compite en la división de peso pluma. Compitió en Ultimate Fighting Championship.

## Carrera en las artes marciales mixtas

### Inicios
Comenzó su carrera de artes marciales mixtas como aficionado, compitiendo con Xplode MMA. Debutó a los 18 años, durante la XFS Amateur Series 1, cuando se enfrentó al también debutante Dominick Griffen. Ganó el combate por sumisión en el segundo asalto.
Su siguiente combate fue contra Beau Hart por el vacante Campeonato de Peso Pluma de Xplode MMA, donde ganó el combate por KO en el primer asalto. Su tercer y último combate amateur fue una defensa del título, contra Mike Willis, que ganó por TKO.
Hizo su debut profesional con Xplode MMA en 2014, cuando se enfrentó a Chris Floyd. Ganó el combate por TKO en el primer asalto.
Luchando con varias promociones durante los siguientes tres años, acumuló un récord de 6-1, culminando con una aparición en el Dana White's Contender Series 10, donde derrotó a Yazan Hajeh por TKO, lo que le valió un contrato con la UFC.

### Ultimate Fighting Championship
Debutó en la UFC contra Sheymon Moraes el 4 de agosto de 2018 en UFC 227. Perdió el combate por decisión unánime.
Se enfrentó a Kyle Nelson el 4 de mayo de 2019 en UFC Fight Night: Iaquinta vs. Cowboy.  Ganó el combate por sumisión en el tercer asalto.
Se enfrentó a Bryce Mitchell el 7 de diciembre de 2019 en UFC on ESPN: Overeem vs. Rozenstruik. Perdió el combate por sumisión en el primer asalto.
Se enfrentó a Jordan Leavitt el 18 de diciembre de 2021 en UFC Fight Night: Lewis vs. Daukaus. Perdió el combate por sumisión en el tercer asalto.
El 12 de enero de 2022 se anunció que no fue liberado por la UFC.

## Récord en artes marciales mixtas
| Resultado | Récord | Oponente           | Método                                              | Evento                               | Fecha                   | Ronda | Tiempo | Localización              | Notas                                                             |
| --------- | ------ | ------------------ | --------------------------------------------------- | ------------------------------------ | ----------------------- | ----- | ------ | ------------------------- | ----------------------------------------------------------------- |
| Derrota   | 8-4    | Jordan Leavitt     | Sumisión (estrangulamiento por triángulo imvertido) | UFC Fight Night: Lewis vs. Daukaus   | 18 de diciembre de 2021 | 2     | 2:05   | Las Vegas, Nevada         | Combate de peso ligero.                                           |
| Derrota   | 8-3    | Bryce Mitchell     | Sumisión (tornado)                                  | UFC on ESPN: Overeem vs. Rozenstruik | 7 de diciembre de 2019  | 1     | 4:20   | Washington D. C.          | Combate de peso muerto (148.5 libras); Sayles no alcanzó el peso. |
| Victoria  | 8-2    | Kyle Nelson        | Sumisión (estrangulamiento del brazo)               | UFC Fight Night: Iaquinta vs. Cowboy | 4 de mayo de 2019       | 3     | 3:16   | Ottawa, Ontario           |                                                                   |
| Derrota   | 7-2    | Sheymon Moraes     | Decisión (unánime)                                  | UFC 227                              | 4 de agosto de 2018     | 3     | 5:00   | Los Ángeles, California   |                                                                   |
| Victoria  | 7-1    | Yazan Hajeh        | TKO (puñetazos)                                     | Dana White's Contender Series 10     | 19 de junio de 2018     | 1     | 1:57   | Las Vegas, Nevada         | Regreso al peso pluma.                                            |
| Victoria  | 6-1    | Christian Aguilera | TKO (puñetazos)                                     | CFFC 64: Sayles vs. Aguilera         | 25 de marzo de 2017     | 1     | 1:51   | San Diego, California     | Debut en el peso ligero.                                          |
| Derrota   | 5-1    | George Hickman     | Decisión (dividida)                                 | PFC 1                                | 10 de diciembre de 2016 | 3     | 5:00   | Zouk Mikael               |                                                                   |
| Victoria  | 5-0    | Ryan Lang          | KO (puñetazos)                                      | RFA 38: Moisés vs. Emmers            | 3 de junio de 2016      | 1     | 0:59   | Costa Mesa, California    |                                                                   |
| Victoria  | 4-0    | DeMarcus Brown     | TKO (puñetazos)                                     | Smash Global: The Main Event 3       | 26 de marzo de 2016     | 3     | 4:12   | Los Ángeles, California   | Regreso al peso pluma; Brown no alcanzó el peso (149.2 libras).   |
| Victoria  | 3-0    | Bryson Hansen      | Decisión (unánime)                                  | WSOF 12                              | 9 de agosto de 2014     | 3     | 5:00   | Las Vegas, Nevada         | Debut en el peso gallo.                                           |
| Victoria  | 2-0    | Dylan Stanfield    | TKO (puñetazos)                                     | Xplode Fight Series: Fire            | 22 de marzo de 2014     | 1     | 0:46   | Valley Center, California |                                                                   |
| Victoria  | 1-0    | Chris Floyd        | TKO (retiro)                                        | Xplode Fight Series: Aggression      | 18 de enero de 2014     | 1     | 1:15   | Valley Center, California | Debut en el peso pluma.                                           |